# おみなえし (漫画家)
おみなえしは日本の漫画家、イラストレーター。新潟県上越市出身。

## 作品リスト

### 漫画作品

#### 連載
- 今日もハレの日（『みんなのコミック』2015年11月11日[2] - 2017年3月30日）
- 怪堂 茜のトーチャクだもん！ ふろむ やじきた道中記（『ヒーローズ』2019年11月21日[3] - 2021年3月19日）
- 魔法使いロゼの佐渡ライフ（『まんがタイムきららフォワード』2022年10月号[4] - 連載中）

#### 読み切り
- 『うらら迷路帖』のアンソロジー寄稿作品（『うらら迷路帖アンソロジーコミック』2017年[5]）
- ドルチェ×ドルチェ♪（『まんがタイムきららミラク』2017年10月号 - 12月号[6][7][8]）
- 一途な幼馴染系女子（『電撃ツイッターマガジン』2019年） - 『こんな女子をぎゅってしたい！ ショートストーリーズ』に収録[9]。
- 鍋とバイクとなでしこと（『ゆるキャン△アンソロジーコミック』1巻、2020年[10]） - 『ゆるキャン△』のアンソロジー寄稿作品。
- 私たちの望むもの（『双子の女の子を“わからせる”アンソロジー』2022年[11]） - アンソロジー寄稿作品。

イラスト
- 『方言女子に愛される、のんびり2人暮らし～お兄さんは頑張っとるけん。ウチに癒されていいがよ？～』(著者:薄味メロン)[12][13]

### 書籍
- 『今日もハレの日』、eBookJapan Plus〈みんなのコミック〉2017年、全2巻[14]、電子のみ
- 『怪堂茜のトーチャクだもん！ ふろむ やじきた道中記』、ヒーローズ〈ヒーローズコミックス〉2020年 - 2021年、全3巻[15]
  - 2020年2月29日発売ISBN 978-4-86468-695-2
  - 2020年9月26日ISBN 978-4-86468-751-5
  - 2021年4月28日ISBN 978-4-86468-798-0
- 『こんな幼馴染がいてほしい』一迅社、2022年11月25日発売[16]、ISBN 978-4-7580-1794-7、Twitterで連載された作品の書籍化
- 『魔法使いロゼの佐渡ライフ』、芳文社〈まんがタイムKRコミックス〉2023年 - 、既刊5巻（2025年7月11日現在）
  - 2023年5月11日発売ISBN 978-4-8322-7460-0
  - 2023年9月12日発売ISBN 978-4-8322-7484-6
  - 2024年4月11日発売ISBN 978-4-8322-9540-7
  - 2025年1月10日発売ISBN 978-4-8322-9604-6
  - 2025年7月11日発売ISBN 978-4-8322-9647-3

### その他
- 小亀ヒナツ（バーチャルYouTuber、2022年）デザイン担当[17]